# Отто-Генріх Нахтігалль
Отто-Генріх Нахтігалль (нім. Otto-Heinrich Nachtigall; 24 вересня 1914, Дармштадт — 26 січня 2015) — німецький офіцер-підводник, оберлейтенант-цур-зее резерву крігсмаріне.

## Біографія
В серпні 1937 року вступив на флот. Після проходження навчання 1 грудня 1937 року звільнений у відставку. 31 жовтня 1939 року призваний на службу. З 19 листопада 1939 по 17 січня 1940 року пройшов підготовку штурмана. З березня 1942 року служив в 12-й, з жовтня 1942 року — в 38-й флотилії мінних тральщиків.
З 31 січня по 14 серпня 1943 року пройшов курс підводника, з 16 серпня по 15 вересня — курс командира підводного човна. З 1 жовтня 1943 по 5 січня 1944 року — командир підводного човна U-430. 17 січня 1944 року направлений на будівництво U-1171. З 22 березня 1944 року — командир U-1171. 17 липня 1944 року переданий в розпорядження 8-ї флотилії. 31 липня 1944 року направлений на будівництво U-3513. З 2 грудня 1944 року — командир U-3513. 3 травня 1945 року наказав затопити човен в рамках операції «Регенбоген». 8 травня 1945 року взятий в полон британськими військами. Служив в Німецькій адміністрації з розмінування. 11 грудня 1947 року звільнений.

## Звання
- Рекрут (серпень 1937)
- Оберсигнальник резерву (1 грудня 1937)
- Сигнальник-єфрейтор резерву (1 квітня 1938)
- Зондерфюрер (31 жовтня 1939)
- Штурмансмат резерву (1 липня 1940)
- Штурман резерву (1 червня 1941)
- Лейтенант-цур-зее резерву (1 серпня 1942)
- Оберлейтенант-цур-зее резерву (1 березня 1944)

## Нагороди
- Нагрудний знак мінних тральщиків (31 травня 1941)
- Залізний хрест 2-го класу (1 лютого 1942)